# Championnat du Malawi de football 2009-2010
Navigation
Saison précédente Saison suivante
La saison 2009-2010 du Championnat du Malawi de football est la vingt-quatrième édition de la Super League, le championnat de première division malawite. Elle se déroule sous la forme d’une poule unique avec quinze formations, qui s’affrontent à deux reprises. En fin de saison, les trois derniers du classement sont relégués et remplacés par les trois meilleurs clubs de D2.
C'est le tenant du titre, le club des Silver Strikers, qui remporte à nouveau le championnat cette saison après avoir terminé en tête du classement final, avec un seul point d'avance sur Super ESCOM et six sur MTL Wanderers. C'est le quatrième titre de champion du Malawi de l'histoire du club.
Plusieurs événements ont lieu durant l'intersaison. Les Services de Police du malawi, qui possèdent trois clubs de première division (Blue Eagles FC, Eagle Strikers et Eagle Beaks FC) décident de dissoudre Eagle Beaks, souhaitant recréer une équipe plus compétitive en championnat. La place laissée vacante est d'abord attribuée au vainqueur d'un barrage entre les trois relégués de la saison dernière mais l'un d'eux se désiste. Finalement, la fédération choisit de repêcher Pakeeza FC (qui change de nom et devient EPAC United), qui retrouve l'élite sans avoir à jouer de barrages.

## Les clubs participants
- FC Bullets
- Moyale Barracks FC
- CIVO United
- Silver Strikers
- Red Lions Zomba
- ADMARC Tigers
- MTL Wanderers
- Blue Eagles FC
- EPAC United
- Dwanga United - Promu de D2
- Super ESCOM
- Blackpool FC
- Eagle Strikers
- Nkhata Bay United - Promu de D2
- Zomba United - Promu de D2

## Compétition

### Classement
| Rang | Équipe             | Pts | J  | G  | N  | P  | Bp | Bc  | Diff |
| ---- | ------------------ | --- | -- | -- | -- | -- | -- | --- | ---- |
| 1    | Silver StrikersT   | 59  | 28 | 18 | 5  | 5  | 56 | 18  | +38  |
| 2    | Super ESCOM        | 58  | 28 | 15 | 13 | 0  | 44 | 12  | +32  |
| 3    | MTL Wanderers      | 53  | 28 | 14 | 11 | 3  | 39 | 22  | +17  |
| 4    | CIVO United        | 48  | 28 | 14 | 6  | 8  | 43 | 22  | +21  |
| 5    | ADMARC TigersC     | 48  | 28 | 14 | 6  | 8  | 42 | 29  | +13  |
| 6    | FC Bullets         | 46  | 28 | 13 | 7  | 8  | 38 | 27  | +11  |
| 7    | Red Lions Zomba    | 43  | 28 | 12 | 7  | 9  | 37 | 25  | +12  |
| 8    | Moyale Barracks FC | 40  | 28 | 10 | 10 | 8  | 36 | 37  | -1   |
| 9    | Eagle Strikers     | 36  | 28 | 9  | 9  | 10 | 33 | 30  | +3   |
| 10   | Blue Eagles FC     | 35  | 28 | 8  | 11 | 9  | 25 | 23  | +2   |
| 11   | Blackpool FC       | 34  | 28 | 9  | 7  | 12 | 36 | 36  | 0    |
| 12   | Zomba UnitedP      | 30  | 28 | 9  | 3  | 16 | 31 | 43  | -12  |
| 13   | EPAC United        | 22  | 28 | 6  | 4  | 18 | 23 | 38  | -15  |
| 14   | Dwanga UnitedP     | 22  | 28 | 6  | 4  | 18 | 25 | 55  | -30  |
| 15   | Nkhata Bay UnitedP | 4   | 28 | 1  | 1  | 26 | 13 | 104 | -91  |

|  | Champion du Malawi 2009-2010                                                           |
|  | Relégation directe en deuxième division                                                |
|  | T : Tenant du titre C : Vainqueur de la Coupe du Malawi P : Promu de deuxième division |

## Bilan de la saison
| Championnat du Malawi de football 2009-2010 |                            |
| Champion                                    | Silver Strikers (4e titre) |
| Coupes et trophées                          |                            |
| Vainqueur de la Coupe du Malawi 2009-2010   | ADMARC Tigers              |
| Qualifications continentales                |                            |
| Ligue des champions de la CAF 2010          | Aucun                      |
| Coupe de la confédération 2010              | Aucun                      |
| Promotions et relégations                   |                            |
| Promus en Super League                      | MAFCO FC                   |
| Promus en Super League                      | Blantyre United            |
| Promus en Super League                      | Juke Box FC                |
| Relégués en National League                 | EPAC United                |
| Relégués en National League                 | Dwanga United              |
| Relégués en National League                 | Nkhata Bay United          |